# Escala ILR
La escala ILR, siglas de Interagency Language Roundtable, es un conjunto de descripciones de las destrezas para la comunicación en un determinado idioma. Fue desarrollada inicialmente por el US Foreign Service Institute, organismo que precedió al National Foreign Affairs Training Center (NFATC), un centro de capacitación para el servicio exterior estadounidense. Consiste en la descripción de cinco niveles de competencia idiomática.

## ILR Nivel 1 - Competencia elemental
La competencia elemental constituye el primer nivel de la escala. A veces es llamado S-1 o Nivel 1. Un individuo que se encuentra en este nivel se describe como sigue:
- Es capaz de satisfacer necesidades rutinarias en viajes y requerimientos elementales de cortesía.
- Puede formular y responder a preguntas acerca de temas muy familiares; dentro del repertorio de una experiencia idiomática muy limitada.
- Puede entender preguntas y afirmaciones simples, admitiendo el habla pausada, las repeticiones o las perífrasis.
- Tiene un vocabulario hablado inadecuado para expresar todo aquello que vaya más allá de las necesidades elementales; produciendo errores frecuentes de pronunciación y gramática, aunque puede ser entendido por un hablante nativo. Es propio de extranjeros que tratan de hablar la lengua.
- Aunque los temas que son "muy familiares" y las necesidades elementales varían considerablemente de individuo a individuo, cualquier persona con el nivel S-1 debe poder pedir comida en restaurantes, conseguir alojamiento, indicar o entender direcciones simples, hacer compras y decir la hora.

## ILR Nivel 2 - Competencia limitada de trabajo
La competencia limitada de trabajo es el segundo nivel de la escala. Suele llamarse S-2 o Nivel 2. Un individuo que posee este nivel se describe en los siguientes términos:
- Puede satisfacer exigencias sociales rutinarias y requerimientos en el trabajo limitados.
- Puede manejar con confianza, aunque no con facilidad, la mayoría de las situaciones sociales, incluyendo presentaciones y conversaciones coloquiales sobre hechos cotidianos, así como sobre el trabajo, la familia e información autobiográfica.
- Puede manejarse con requerimientos limitados en el trabajo, precisando ayuda para enfrentar complicaciones o dificultades. Puede extraer el contenido de la mayoría de conversaciones de índole no técnica (p.ej. asuntos que no requieran conocimientos especializados)y posee un vocabulario hablado suficiente para responder de forma simple con algunas perífrasis.
- Posee un acento que, aunque esta lleno de imperfecciones, es inteligible.
- Suele poder controlar construcciones elementales con bastante corrección pero carece de un conocimiento a conciencia o confiable de la gramática.

## ILR Nivel 3 - Competencia profesional de trabajo
La competencia profesional de trabajo es el tercer nivel de la escala. Este nivel a veces se conoce como S-3 o Nivel 3. El S-3 es el nivel que suele usarse para medir el número de hablantes que posee un idioma en el mundo. Un individuo S-3 viene descrito como sigue:
- Puede hablar el idioma con la suficiente corrección estructural como para participar activamente en la mayoría de conversaciones formales e informales acerca de temas prácticos, sociales y profesionales.
- Puede discutir sobre intereses particulares y en campos de competencia especiales con una razonable comodidad.
- Su comprensión es bastante completa a la velocidad normal del habla.
- Cuenta con un vocabulario general que es lo bastante amplio como para que apenas tenga que dudar ocasionalmente sobre la palabra exacta en cada momento.
- Tiene un acento que obviamente es extranjero. Controla bien la gramática y sus errores prácticamente no oscurecen la comprensión, perturbando apenas al hablante nativo.

## ILR Nivel 4 - Competencia profesional plena
El cuarto nivel de la escala es el de competencia profesional plena. Este nivel suele llamarse S-4 o nivel 4. Una persona con este nivel viene descrita a continuación:
- Puede usar el idioma con fluidez y corrección a todos los niveles que convienen a sus necesidades profesionales.
- Puede comprender y participar en cualquier conversación enmarcada dentro de su experiencia personal y profesional con un alto grado de fluidez y precisión de vocabulario.
- Raramente se le confundirá con un hablante nativo, pero podrá responder adecuadamente incluso en situaciones no familiares.
- Los errores de pronunciación y de gramática que comete son raros y asistemáticos.
- Puede realizar labores de interpretación de modo informal.

## ILR Nivel 5 - Competencia nativa o bilingüe
El quinto nivel de la escala es el de competencia nativa o bilingüe. Este nivel suele llamarse S-5 o nivel 5. Un individuo que posee este nivel se describe como sigue:
- Tiene una competencia en el habla semejante a la de un hablante nativo educado.
- Tiene una fluidez absoluta en el idioma, de tal forma que su habla a todos los niveles es aceptada por hablantes nativos ilustrados en todas sus características, incluyendo la amplitud de su vocabulario y sus expresiones idiomáticas, coloquialismos y referencias culturales pertinentes.